# 近鉄7020系電車
近鉄7020系電車（きんてつ7020けいでんしゃ）は、近畿日本鉄道（近鉄）の保有するけいはんな線用一般車両（通勤形電車）。
電算記号は7000系と同じくHL（20番台）。

## 概要
2006年3月27日のけいはんな線生駒駅 - 学研奈良登美ヶ丘駅間の開業に伴い、運行距離が伸びる分の車両不足を補うために2004年から2005年にかけて6両編成4本（24両）が新製され、2004年12月1日に営業運転を開始した。既存の7000系をベースに、同時期に製造されていた「シリーズ21」に準拠したバリアフリー設備の設置や細部の設計変更などを施したが、近鉄では本形式は「シリーズ21」の一形式として扱われていない。
7000系とは異なり、本系列では車両に対する愛称は命名されていない。
夢洲・長田寄りからク7120(Tc)-モ7220(M)-サ7320(T)-モ7420(M)-モ7520(M)-ク7620(Tc)の6両編成を組成している。2019年4月現在、4編成24両が東花園検車区東生駒車庫に配置されている。

## 車両概説

### 車体
7000系をベースとしているが、側窓形状（一段下降窓から左右一体の上下2分割式窓、上段は内側に開く）や行先表示器がLED式となり側面にも設置されたこと、正面窓のワイパー形式、側面帯内の社名ロゴ、車両番号のフォント、片持ち式の座席、妻面窓の大きさが差違点である。のちに7000系も本形式と同様の更新工事を施工しているが、妻面窓は更新時に変更されなかったことから、ここが7000系更新車と7020系とを区別することができる点となっている。

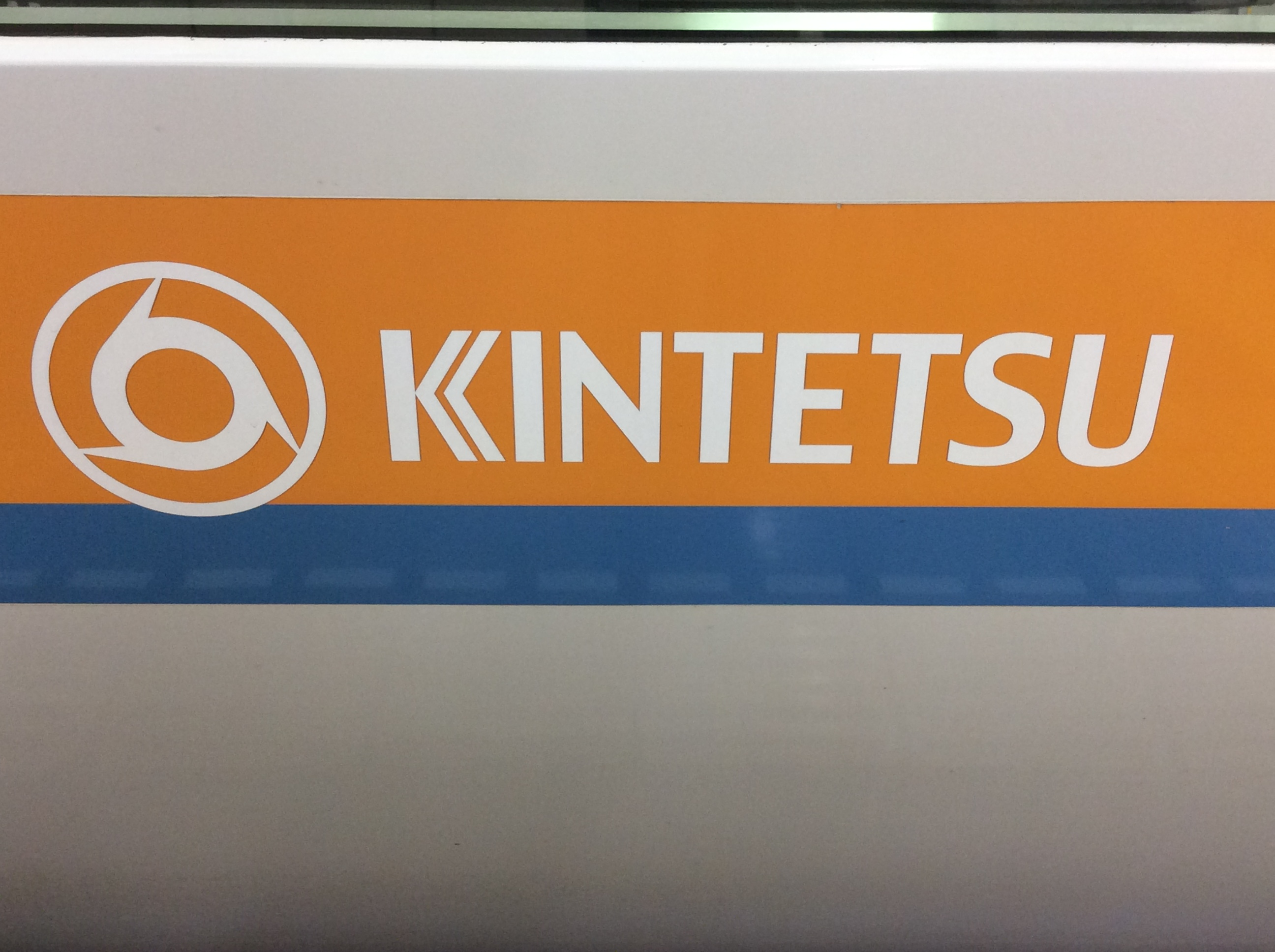
側面の社紋とCIロゴ

### 車内
車内は同時期に製造されていた9020系・9820系など他のシリーズ21車両をベースとしているが、床材は乗降口部分のノンスリップ加工が省略された代わりに耐摩擦加工が施され、黄色の砂模様を散りばめて視認性を向上させた。
座席の基本構造やモケットの材質そのものは9020系などと同一になっているが、「らくらくコーナー」は設置されていない。以上の仕様は、床材のデザインは7000系と2006年以降の車体更新車両に継承され、座席モケットのデザインは7000系や5200系を除いた車体更新車両に継承された。
ドア上部にはLED式車内案内表示器とドアチャイムが設置されている。車内案内表示器は千鳥配置で、1両あたり4基が設置されている。ドアチャイムは、Osaka Metro仕様のものが採用されている。

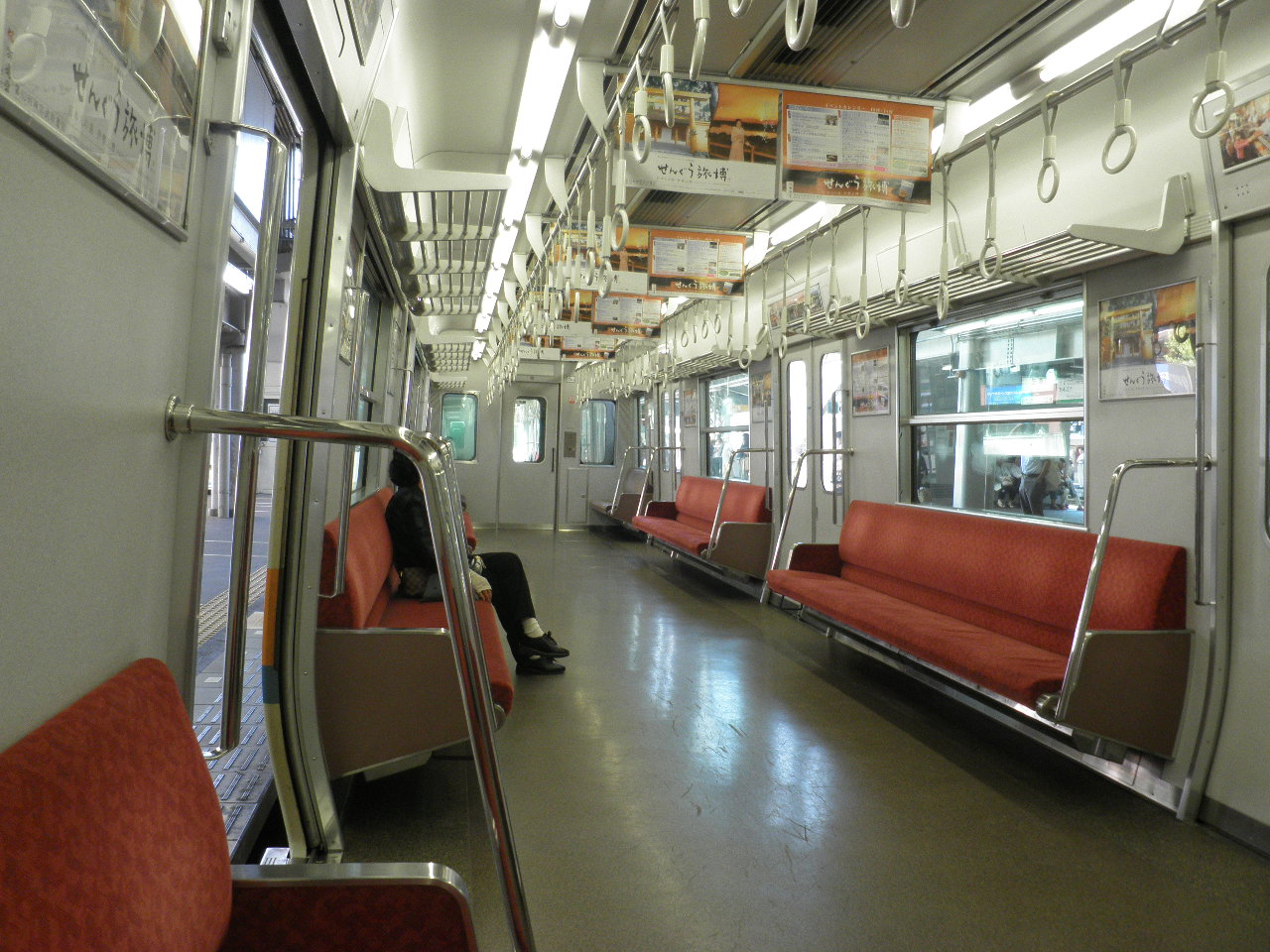
車内（登場時）
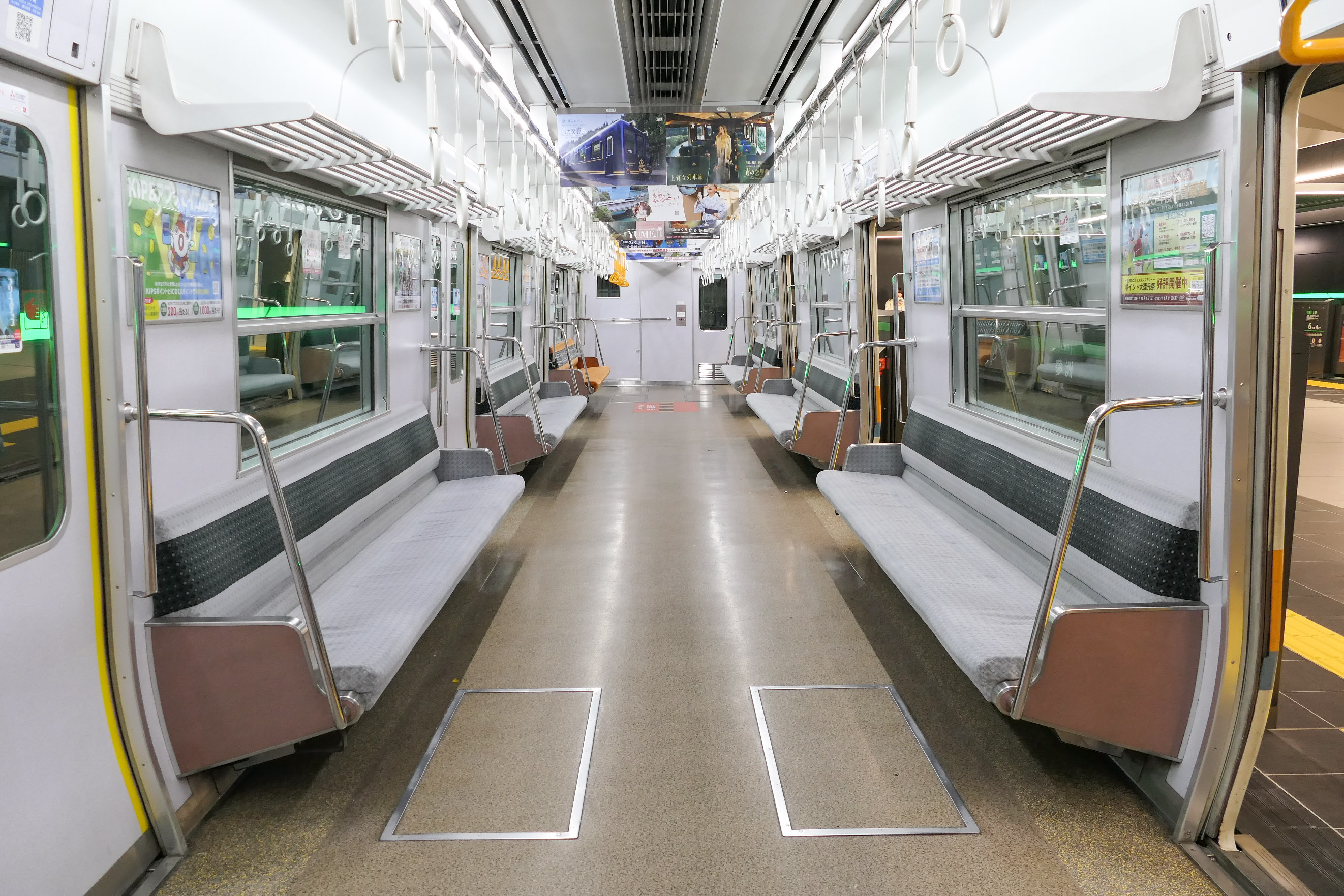
車内（座席更新後）
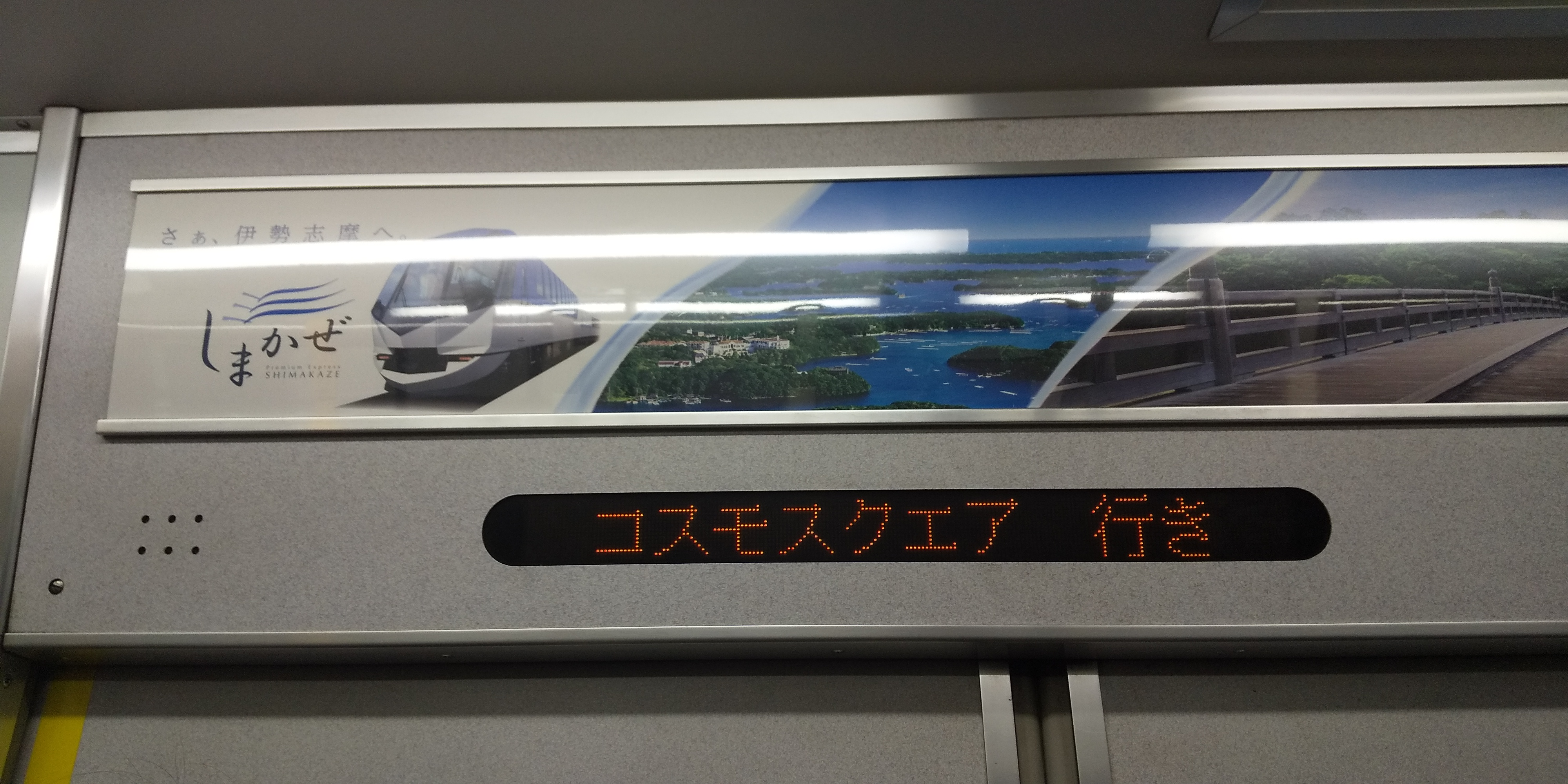
LED式車内案内表示器
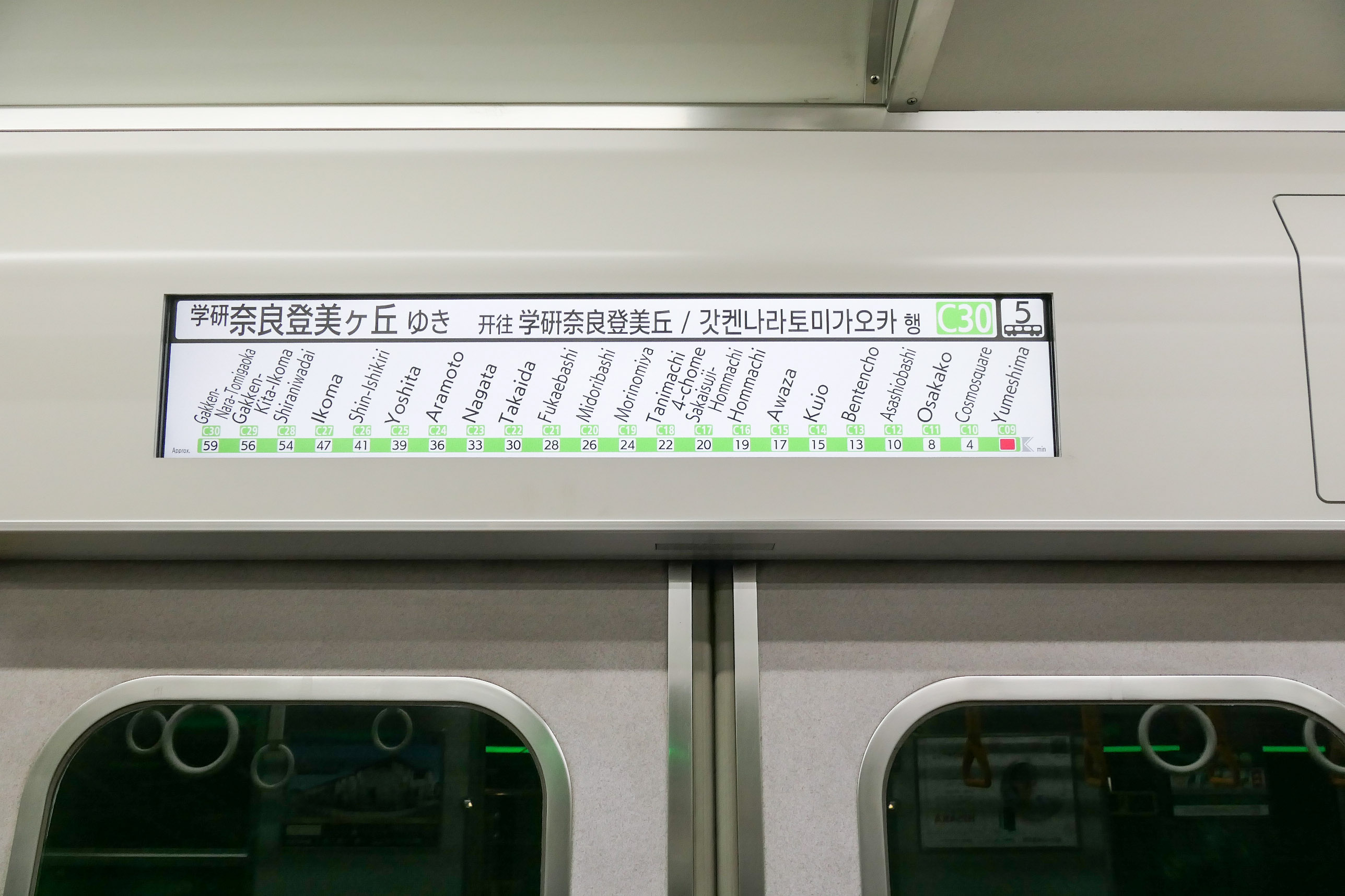
モニター式車内案内表示器

### 主要機器
本系列ではIGBT素子によるVVVFインバータ装置を採用しており、4編成全車が三菱電機製の制御装置に統一されている。電動機出力は145kWとされ、高速運転性能を確保している。

## ラッピング車両
- 7121F：けいはんな線PR列車（2008年6月下旬運転終了）

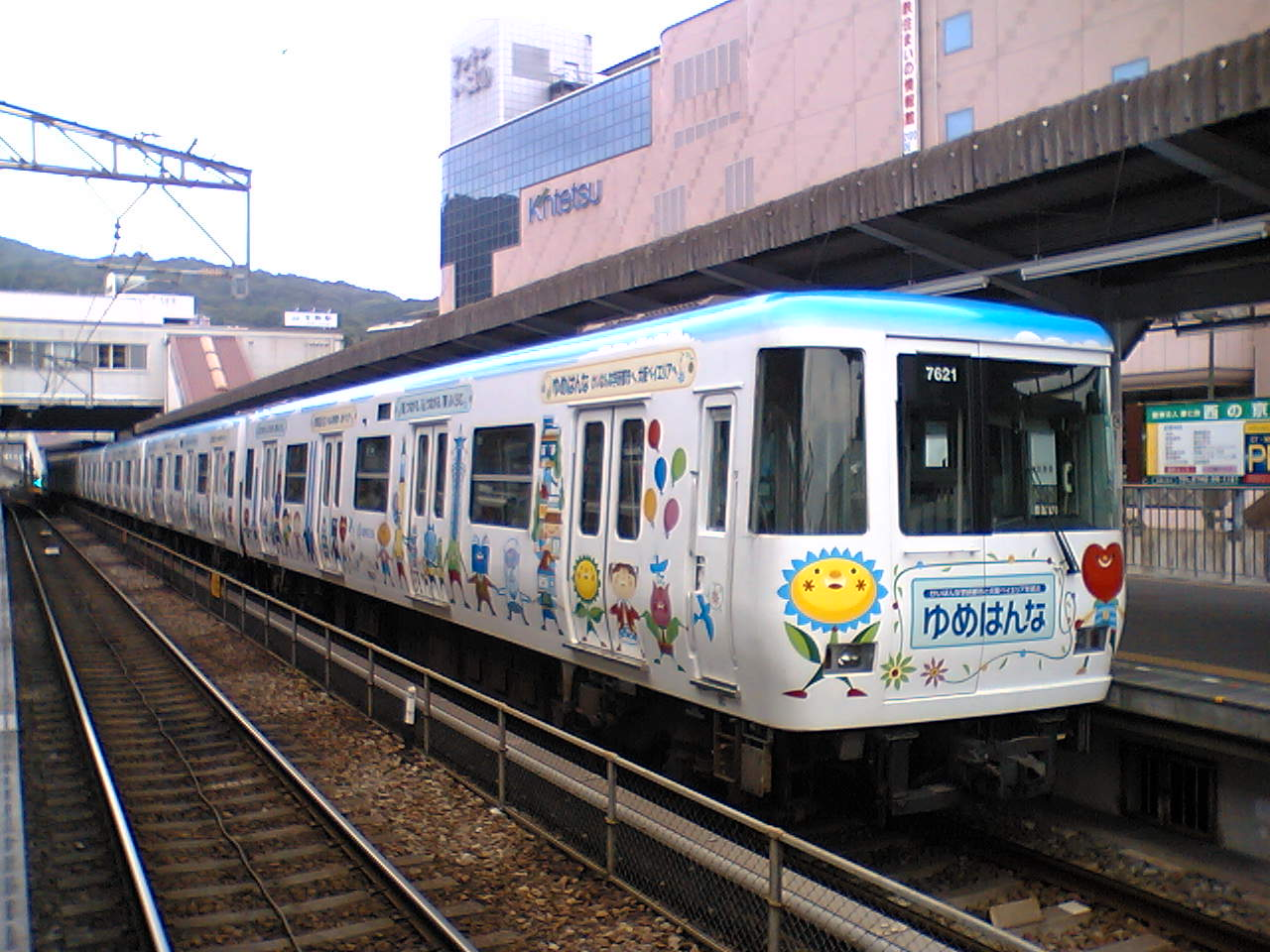
アートライナー 7121F（生駒駅）